# 4, 5 and 6
4, 5 and 6 – album studyjny amerykańskiego saksofonisty jazzowego Jackiego McLeana, wydany z numerem katalogowym LP 7048 w 1956 roku przez Prestige Records.

## Powstanie
Materiał na płytę został zarejestrowany 13 (utwory A–1, A–2 i A–3) oraz 20 (utwory B–1, B–2 i B–3) lipca 1956 roku przez Rudy’ego Van Geldera w należącym do niego studiu (Van Gelder Studio) w Hackensack w stanie New Jersey. Produkcją albumu zajął się Bob Weinstock.

## Lista utworów
Opracowano na podstawie materiału źródłowego:
Wydanie LP
Strona A
| Nr | Tytuł utworu          | Muzyka                            | Długość |
| -- | --------------------- | --------------------------------- | ------- |
| 1. | „Sentimental Journey” | Les Brown, Ben Homer, Bud Green   | 9:57    |
| 2. | „Why Was I Born?”     | Jerome Kern, Oscar Hammerstein II | 5:13    |
| 3. | „Contour”             | Kenny Drew                        | 4:58    |
|    |                       |                                   | 20:08   |

Strona B
| Nr | Tytuł utworu          | Muzyka                      | Długość |
| -- | --------------------- | --------------------------- | ------- |
| 1. | „Confirmation”        | Charlie Parker              | 11:25   |
| 2. | „When I Fall in Love” | Victor Young, Edward Heyman | 5:32    |
| 3. | „Abstraction”         | Mal Waldron                 | 8:00    |
|    |                       |                             | 24:57   |

## Twórcy
Opracowano na podstawie materiału źródłowego.
Muzycy:
- Jackie McLean – saksofon altowy
- Donald Byrd – trąbka (utw. A–3, B–1 i B–3)
- Hank Mobley – saksofon tenorowy (utw. B–1)
- Mal Waldron – fortepian
- Doug Watkins – kontrabas
- Art Taylor – perkusja

Produkcja:
- Bob Weinstock – produkcja muzyczna
- Rudy Van Gelder – inżynieria dźwięku
- Bob Weinstock, Tom Hannan – projekt okładki
- Ira Gitler – liner notes